# 撒迦利亚 (祭司)
撒迦利亚或譯匝加利亞（希伯來語：זְכַרְיָה），是新约圣经和古兰经中的人物，在基督教和伊斯兰教中收到尊敬，根据《路加福音》，撒迦利亚的妻子是以利沙伯，儿子是施洗约翰。